# Benthophilus svetovidovi
A Benthophilus svetovidovi a sugarasúszójú halak (Actinopterygii) osztályának sügéralakúak (Perciformes) rendjébe, ezen belül a gébfélék (Gobiidae) családjába és a Benthophilinae alcsaládjába tartozó faj.

## Előfordulása
A Benthophilus svetovidovi előfordulási területe az ázsiai Kaszpi-tengerben van.

## Életmódja
Mérsékelt övi gébféle, amely a brakkvízet kedveli. Fenéklakó halfaj.